# Worb
Worb es una ciudad y comuna suiza del cantón de Berna, situada en el distrito administrativo de Berna-Mittelland. Limita al este con las comunas de Walkringen, Biglen y Schlosswil, al sur con Münsingen y Rubigen, al oeste con Allmendingen bei Bern y Muri bei Bern y al norte con Vechigen.
La comuna está compuesta por las localidades de: Enggistein, Richigen, Ried, Vielbringen, Wattenwil y Bangerten. Hasta el 31 de diciembre de 2009 situada en el distrito de Konolfingen.

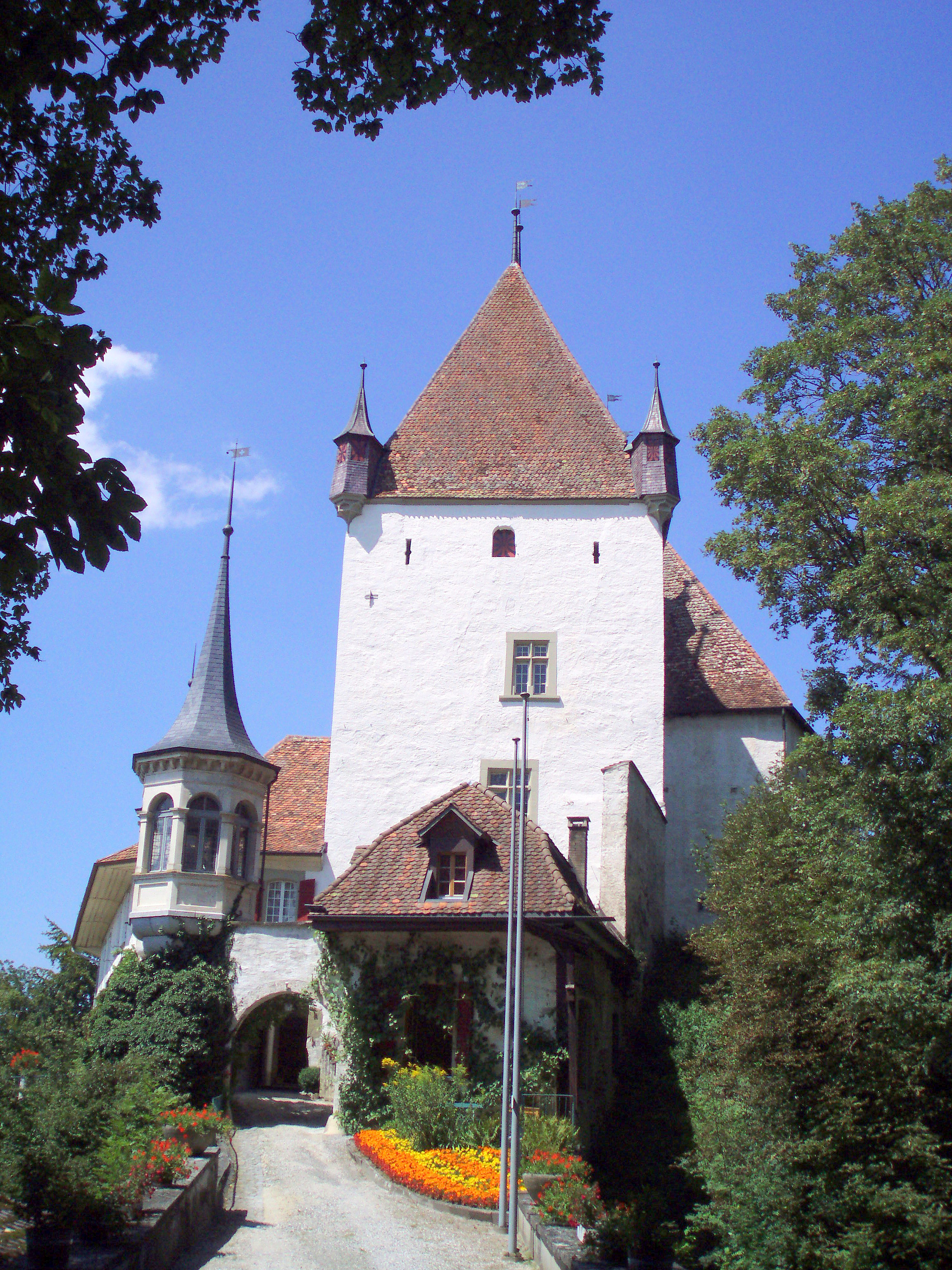
Castillo de Worb.

## Ciudades hermanadas
- Edelény.